# Stanisław Socha (trener)
Stanisław Socha (ur. 1 maja 1932 w Sułkowicach, zm. 22 marca 2025) – polski trener lekkiej atletyki, profesor nauk o kulturze fizycznej, rektor Akademii Wychowania Fizycznego w Katowicach (1984–1990).

## Życiorys
W 1951 ukończył liceum ogólnokształcące w Andrychowie. Jako szesnastolatek został zawodnikiem Beskidu Andrychów, trenował koszykówkę i siatkówkę. W 1951 zakwalifikował się do reprezentacji Zrzeszenia Sportowego Włókniarz na zawody Ogólnopolskiej Spartakiady Sportowej w tych dyscyplinach sportu. W tym samym roku rozpoczął studia w Instytucie Kultury Fizycznej w Lenigradzie, tam wybrał specjalizację z lekkiej atletyki. Po ukończeniu studiów w 1955 rozpoczął pracę w Akademii Wychowania Fizycznego we Wrocławiu[, gdzie pracował w Zakładzie Lekkiej Atletyki. W 1966 obronił pracę doktorską Zależność między wybranymi cechami somatycznymi i motorycznymi a osiągnięciami sportowymi czołowych miotaczy Polski napisaną pod kierunkiem Czesława Niżankowskiego. Równocześnie pracował jako trener miotaczy w AZS-AWF Wrocław, a jego zawodnikami byli m.in. Lucyna Krawcewicz, Piotr Gaździk i Jan Majchrowski. Współpracował także z polską kadrą w rzucie młotem. Pod koniec lat 60. rozpoczął pracę z wieloboistami, m.in. Ryszardem Skowronkiem.
W 1970 rozpoczął pracę w nowo utworzonej Wyższej Szkole Wychowania Fizycznego w Katowicach (od 1979 działającej pod nazwą Akademia Wychowania Fizycznego). Początkowo kierował tam Zakładem Dydaktyki Wychowania Fizycznego i Sportu, w latach 1972–1975 był dyrektorem Instytutu Wychowania Fizycznego i Sportu, od 1981 kierował Katedrą Sportów Indywidualnych. W latach 1978–1984 był prorektorem, w latach 1984–1990 rektorem AWF. W 1976 uzyskał w Akademii Wychowania Fizycznego w Warszawie stopień doktora habilitowanego na podstawie pracy Sterowanie treningiem i prognozowanie wyników w dziesięcioboju. W 1986 otrzymał tytuł profesora nadzwyczajnego, w 1992 został profesorem zwyczajnym.
W 1971 został trenerem polskiej reprezentacji dziesięcioboistów, w której byli m.in. Ryszard Skowronek, Ryszard Katus i Tadeusz Janczenko. Poprowadził R. Katusa do brązowego medalu igrzysk olimpijskich w Monachium (1972), R. Skowronka do tytułu mistrza Europy w 1974. Z funkcji trenera zrezygnował po igrzyskach olimpijskich w 1976. W latach 1971–1981 i 1990–1993 był prezesem AZS AWF Katowice.
Był odznaczony Krzyżem Oficerskim i Krzyżem Komandorskim (2002) Orderu Odrodzenia Polski oraz Medalem Komisji Edukacji Narodowej. W 2003 otrzymał godność członka honorowego Akademickiego Związku Sportowego.